# European Parliament Information Office in Ireland
Das European Parliament Information Office in Ireland (engl. für Informationsbüro des Europäischen Parlaments in Irland) ist ein Büro des europäischen Parlaments mit Sitz in Dublin. Es ist eines von insgesamt 36 Informationsbüros in den 28 Mitgliedstaaten der Europäischen Union. Ihr Zweck ist es, das Europäische Parlament und seine Mitglieder durch Informationsbereitstellung bekannter zu machen.

## Tätigkeiten
Das European Parliament Information Office in Ireland gibt Auskünfte über die Aktivitäten und das Geschehen der MEPs des Europäischen Parlaments.
Die Rollen und Aufgaben des European Parliament Information Office in Ireland beziehen sich auf:
- Informationsbereitstellung über die Rolle des Europäischen Parlaments sowie über dessen Mitglieder und deren Aktivitäten
- Bereitstellung von Protokollen, Resolutionen aus den Europaparlament
- Informationsbereitstellung zu in Irland stattfindenden, europäischen Wahlen
- Unterstützung der Vortragenden bei Veranstaltungen
- Bereitstellung von Informationen über die Bewerbung für ein Praktikum oder über den Ablauf eines Bewerbungsverfahren bei Europäischen Institutionen
- Auskunft über die Rechte der EU-Bürger
- Informationen über den Besuch vom Europäischen Parlament in Straßburg und Brüssel
- Beratung zur Vorlegung einer Petition beim Europäischen Parlament
- Einreichung  einer Beschwerde an den Europäischen Ombudsmann
- Bereitstellung von Mappen, Broschüren, Wandtafeln und anderen Publikationen des Europäischen Parlaments[2]

## Ambassador School Programme
Das Ambassador School Programme wurde in Irland im Jahr 2015 als Pilotprojekt zum ersten Mal ins Leben gerufen. Die Schüler werden von Lehrern durch das Ambassador School Programme geführt, wobei zum Beispiel:
- ein europäisches Musikfest
- Debatten um europäische Angelegenheiten
- ein EU-Quiz
- Verkostungen von europäischen Speisen.[3]

## Besuche von Schulen
Die Vertretung des European Parliament Information Office in Ireland bietet kostenlose Führungen für Schulgruppen durch die Räumlichkeiten in der Lower Mount Street in Dublin an. Im Rahmen des Besuches werden den Schülern die Arbeitsweisen und irischen Mitglieder des Europäischen Parlamentes näher gebracht.

## Europe House
Das Europe House als Sitz des European Parliament Information Office und der Vertretung der Europäischen Kommission in Irland war seit dem Jahre 1996 in der Dawson Street in Dublin situiert und zog 2014 in ein modernes Gebäude in die 12–14 Lower Mount Street, in die Nähe des Leinster House.